# Tétrakaidécaèdre

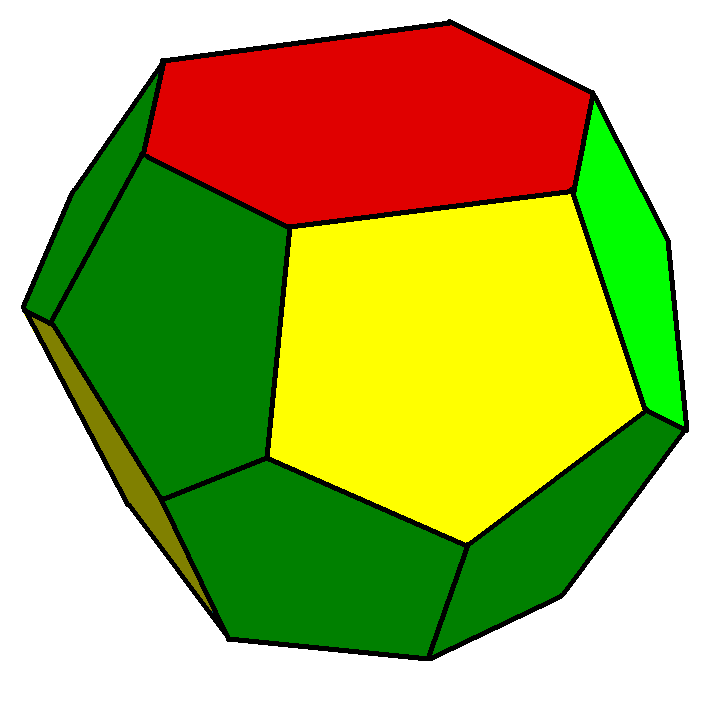
Trapézoèdre hexagonal tronqué, un tétrakaidécaèdre de symétrie D2d qui participe au pavage de l'espace par la structure de Weaire-Phelan.

Un tétrakaidécaèdre, ou tétradécaèdre, est un polyèdre possédant 14 faces. Il en existe de nombreuses formes topologiquement distinctes, dont beaucoup ne comportent que des faces en forme de polygone régulier.

## Tétrakaidécaèdres convexes
On dénombre 1 496 225 352 tétrakaidécaèdres convexes topologiquement distincts, sans compter deux fois les énantiomorphes. Tous ont au moins 9 arêtes.

### Exemples
1. Tétrakaidécaèdres dont toutes les faces sont des polygones réguliers (pour chacun d'eux il existe aussi des variantes dotées de faces irrégulières) :
  - Solides d'Archimède :
    - cuboctaèdre (6 carrés, 8 triangles),
    - cube tronqué (6 octogones, 8 triangles),
    - octaèdre tronqué, également appelé tétrakaidécaèdre d'Archimède (8 hexagones, 6 carrés) ;

  - Prismes et antiprismes :
    - prisme dodécagonal (2 dodécagones, 12 carrés),
    - antiprisme hexagonal (2 hexagones , 12 triangles) ;

  - Solides de Johnson :
    - J18 : coupole hexagonale allongée (1 hexagone, 9 carrés, 4 triangles),
    - J27 : orthobicoupole hexagonale (6 carrés, 8 triangles),
    - J51 : prisme triangulaire triaugmenté (14 triangles),
    - J55 : prisme hexagonal parabiaugmenté (2 hexagones, 4 carrés, 8 triangles),
    - J56 : prisme hexagonal métabiaugmenté (2 hexagones, 4 carrés, 8 triangles),
    - J65 : tétraèdre tronqué augmenté (3 hexagones, 3 carrés, 8 triangles),
    - J86 : sphéno-couronne (2 carrés, 12 triangles),
    - J91 : birotonde bilunaire (4 pentagones, 2 carrés, 8 triangles).
2. Tétrakaidécaèdres ayant au moins une face irrégulière :
  - Bipyramide heptagonale (14 triangles) ;
  - Trapézoèdre heptagonal (14 cerfs-volants) ;
  - Pyramide tridécagonale (1 tridécagone régulier, 13 triangles ;
  - Icosaèdre régulier disséqué (en) (2 trapèzes, 12 triangles équilatéraux) ;
  - Trapézoèdre hexagonal tronqué (en) (12 pentagones, 2 hexagones)[c].

## Tétrakaidécaèdres non convexes

### Exemples
- Polyèdre de Császár (14 triangles)